# Hystrignathinae
Die Hystrignathinae sind eine Unterfamilie der Pfriemenschwänze mit 104 Arten. Sie sind die einzige Unterfamilie der Hystrignathidae und Parasiten bei Zuckerkäfern.

## Merkmale
Typisch für die Familie ist, dass der Ösophagus einen vorderen Pharynx-Abschnitt hat, welcher durch kutikularisierte Stäbe gestützt wird, die länglichen Eier, die durch kammartige Auswüchse verziert sind, und das Vorhandensein mindestens einer mittigen Papille bei den Männchen.

## Systematik
Zur Unterfamilie gehören gegenwärtig 28 Gattungen:
- Anomalostoma Cordeira, 1981
- Anuronema Clark, 1978
- Artigasia Christie, 1934
- Basirella Biswas & Chakravarty, 1963
- Boraceianema Travassos & Kloss, 1958
- Buzionema Kloss, 1966
- Carlosia Travassos & Kloss, 1957
- Christiella Travassos & Kloss, 1957
- Coronocephalus Cordeira, 1981
- Glaber Travassos & Kloss, 1958
- Hystrignathus Leidy, 1850
- Jibacoa Coy, Otero, Garcia & Alvarez, 1993
- Klossiella Cordeira, 1981
- Klossnema Cordeira, 1981
- Lauronema Almeida, 1938
- Lepidonema Cobb, 1898
- Longior Travassos & Kloss, 1958
- Mentecle Travassos & Kloss, 1958
- Papillabrum Kloss, 1962
- Passalidophila Van-Waerebeke, 1973
- Phalacronema Clark, 1978
- Salesia Travassos & Kloss, 1958
- Soaresnema Travassos & Kloss, 1958
- Sprentia Clark, 1978
- Triumphalisnema Kloss, 1962
- Urbanonema Travassos & Kloss, 1958
- Ventelia Travassos & Kloss, 1958
- Vulcanonema Travassos & Kloss, 1958
- Xyo Cobb, 1898